# サマースクールデイズ
『サマースクールデイズ』は深沢美潮作の小説。

## 概要
2002年に幻冬舎コミックスから単行本で発行された（発売は幻冬舎）。2006年にはジャイブからピュアフル文庫で文庫化された。引っ込み思案の少女千里が母親のすすめられて行くことになったサマースクールでの物語。

## あらすじ
沢村千里は高校1年生の少女。幼稚園の頃からの親友の林瑞穂に急に避けられ、悪口を言われるようになり、学校も休みがちになる。夏休み、母親にすすめられてアメリカンスクールで行なわれるサマースクールに行くことになる。1日目、サマースクールに行く途中で道に迷った千里はハーフの少年ジャスティンに出会う。しかし、サマースクールで瑞穂を見つけてしまう。

## 登場人物
沢村千里（さわむら ちさと）
高校1年生の少女。引っ込み思案でなかなか言いたいことが言えない性格。幼稚園の頃からの親友の瑞穂の態度が変わったことが原因で不登校になる。母親のすすめでサマースクールに行くことになる。小さい頃、近くに住んでいたカナダ人のお姉さんによく遊んでもらい、その時に英語を教えてもらい、興味を持って英会話スクールにも通ったことがあり、英語は得意な方である。ペロという名のシーズー犬を飼っている。
ジャスティン
ハーフの少年。サマースクールのアシスタント。
林瑞穂（はやし みずほ）
千里の幼稚園の頃からの親友。以前は「ちーちゃん」「みーちゃん」と呼び合う仲だったが、高校生になってから、千里を避け、悪口を言うようになった。

## 書誌情報
- サマースクールデイズ（幻冬舎コミックス、2002年6月29日発行、ISBN 4-344-80098-2）
- サマースクールデイズ（ジャイブ・ピュアフル文庫、2006年6月9日発行、ISBN 4-86176-303-7）